# Jan Żółkiewski
Jan Żółkiewski (zm. 26 kwietnia 1623 w Żółkwi) – polski szlachcic, starosta hrubieszowski, jaworowski, syn hetmana Stanisława Żółkiewskiego i Reginy z Herburtów. Pod dowództwem ojca brał udział w wyprawie cecorskiej; ciężko ranny, dostał się do niewoli tureckiej. Wykupiony z niej przez matkę razem ze zwłokami ojca, zmarł krótko po powrocie do Polski. Pochowany w Kolegiacie św. Wawrzyńca w Żółkwi.

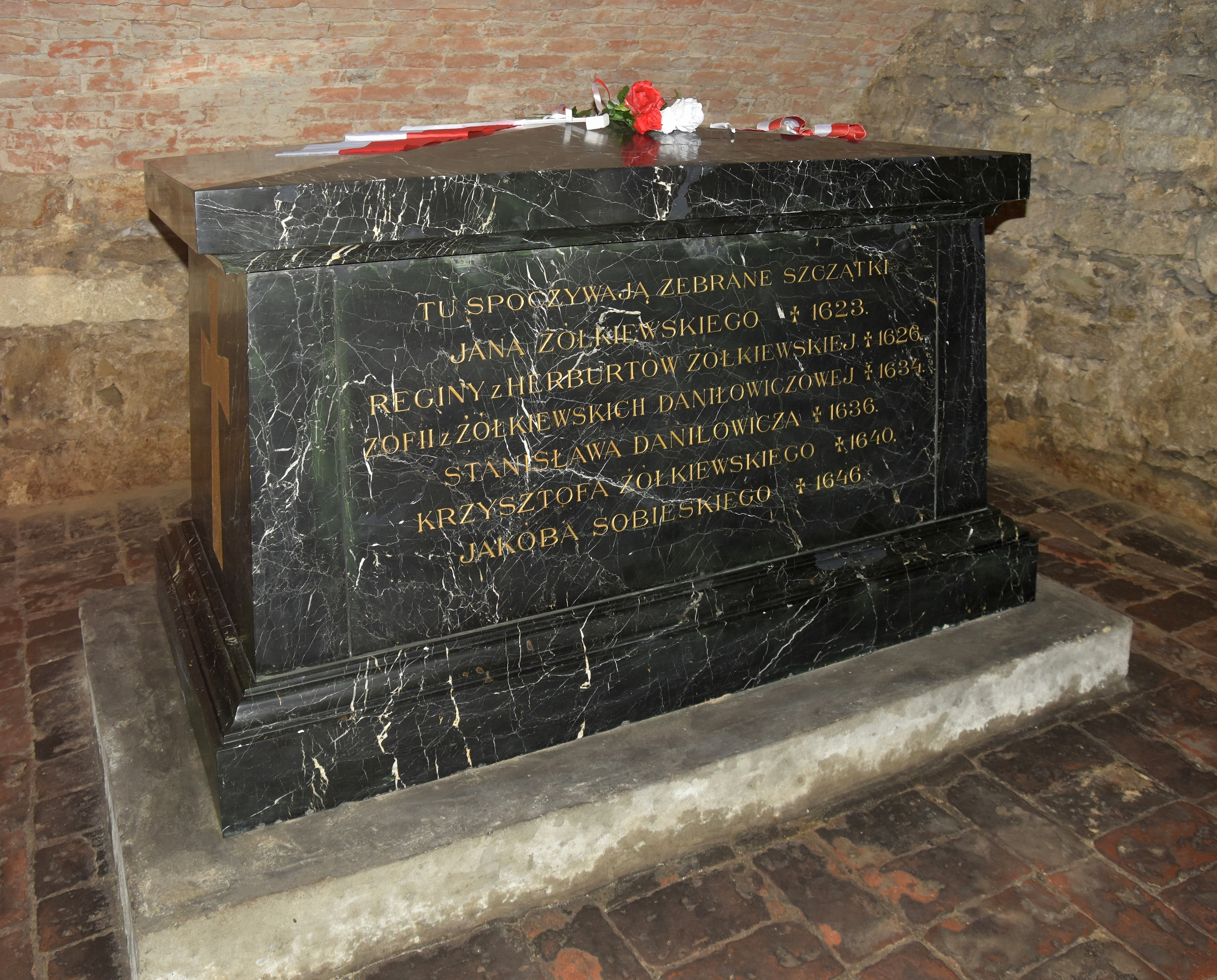
Sarkofag w krypcie kolegiaty św. Wawrzyńca w Żółkwi